# Big Sur (kniha)
Big Sur (v originále Big Sur) je autobiografický román amerického spisovatele Jacka Kerouaca z roku 1962. Děj se odehrává převážně v době, kdy Kerouac žil v malém srubu v horách Big Sur. V románu hraje jednu z ústředních postav Kerouacův dlouholetý přítel a další významný představitel Beat generation Lawrence Ferlinghetti, jenž mu poskytl svou chatku u oceánu v Bixby Canyonu .

## Námět
Big Sur je dílo o úpadku a rozkladu, podrobným záznamem fyzické nemoci, paranoie a absolutní zkázy ducha i těla. Hlavní postava, Jack Duluoz (autor sám), začíná bolestně odmítat nadšení ze života, které jeho tvorba vzbudila v takovém ohlasu u jiných.

## Postavy
Následující tabulka znázorňuje postavy zachycené v Big Sur a jejich skutečné předlohy osobností, které Kerouac nacházel mezi svými přáteli.
| Skutečná osoba        | Jméno v knize             |
| --------------------- | ------------------------- |
| Jack Kerouac          | Jack Duluoz               |
| Neal Cassady          | Cody Pomeray              |
| Lawrence Ferlinghetti | Lorenzo Monsanto          |
| Allen Ginsberg        | Irwin Garden              |
| Lenore Kandel         | Ramona                    |
| Robert LaVigne        | Robert Browning           |
| Michael McClure       | Pat McLear                |
| Jackie Gibson Mercer  | Willamine "Billie" Dabney |
| Albert Saijo          | George Baso               |
| Alan Watts            | Arthur Wayne              |